# Erigone digena
Erigone digena Chickering, 1970 è un ragno appartenente alla famiglia Linyphiidae.

## Distribuzione
La specie è stata rinvenuta a Panama, in Giamaica e a Porto Rico

## Tassonomia
È stato osservato solamente l'olotipo di questa specie nel 1970
Attualmente, a maggio 2022, non sono note sottospecie